# Gorenja Ravan
Gorenja Ravan – wieś w Słowenii, w gminie Gorenja vas-Poljane. W 2018 roku liczyła 10 mieszkańców.